# 去氢吴茱萸碱
去氢吴茱萸碱是一种含氮有机化合物，化学式C
19H
15N
3O，属于一种吲哚喹唑酮类生物碱，存在于吳茱萸中，能跨过血脑屏障。